# Pterolophia dayremi
Pterolophia dayremi là một loài bọ cánh cứng trong họ Cerambycidae.